# Kareem Maddox
Kareem Maddox (Oak Park, 9 dicembre 1989) è un cestista statunitense.